# Interface cérebro a cérebro
Uma interface cérebro a cérebro é uma via de comunicação direta entre o cérebro de um animal e o cérebro de outro animal.
Interfaces cérebro a cérebro foram usadas para ajudar os ratos a colaborar uns com os outros. Quando um segundo rato foi incapaz de escolher a alavanca correta, o primeiro rato notou (não recebendo uma segunda recompensa) e produziu uma rodada de disparos de neurônios relacionados à tarefa que tornou o segundo rato mais propenso a escolher a alavanca correta.
Em 2013, Rajesh Rao conseguiu usar gravações cerebrais elétricas e uma forma de estimulação magnética para enviar um sinal cerebral a Andrea Stocco, do outro lado do campus da Universidade de Washington. Em 2015, os pesquisadores ligaram vários cérebros, tanto de macacos quanto de ratos, para formar um “computador orgânico”.
Supõe-se que, usando interfaces cérebro a cérebro, um computador biológico, ou cérebro-rede, poderia ser construído usando cérebros de animais como suas unidades computacionais. O trabalho exploratório inicial demonstrou colaboração entre ratos em gaiolas distantes ligadas por sinais de arranjos de microeletrodos corticais implantados em seus cérebros. Os ratos foram recompensados quando as ações foram executadas pelo "rato decodificador" que se conformou com os sinais de entrada e quando os sinais foram transmitidos pelo "rato codificador" que resultou na ação desejada. No experimento inicial, a ação recompensada era empurrar uma alavanca no local remoto correspondente à posição de uma alavanca perto de um LED aceso no local inicial. Cerca de um mês foi necessário para que os ratos se adaptassem às "ondas cerebrais" recebidas.
Por fim, é importante ressaltar que a topologia da interface cérebro a cérebro não precisa se restringir a um codificador e um decodificador. Em vez disso, já propusemos que, em teoria, a precisão do canal pode ser aumentada se, em vez de dois, toda uma rede de múltiplos cérebros reciprocamente interconectados for empregada. Tal estrutura de computação poderia definir o primeiro exemplo de um computador orgânico capaz de resolver problemas heurísticos que seriam considerados não computáveis por uma máquina de Turing comum. Trabalhos futuros elucidarão em detalhes as características desse sistema multicerebral, suas capacidades computacionais e como ele se compara a outras arquiteturas computacionais não Turing.
Miguel Nicolelis, da Universidade Duke, um dos pesquisadores que fez o experimento com ratos, fez um trabalho anterior usando uma interface cérebro-computador.